# 李白 (电视剧)
《李白》，中国大陆唐朝古装剧，导演邵警辉，主演陈建斌、曾黎、刘德凯、伊能静。

## 剧情
该剧讲述了唐朝浪漫主义诗人李白的人生旅程。

## 演出
| 演员                | 角色   | 备注 |
| 陈建斌 童年：万昌皓 | 李白   | 字太白，号青莲居士，又号“谪仙人”，是唐代伟大的浪漫主义诗人，被后人誉为“诗仙”，与杜甫并称为“李杜”。其人爽朗大方，爱饮酒作诗，喜交友。 |
| 刘德凯              | 唐玄宗 | 唐玄宗，是唐朝在位最长的皇帝，生性英明果断，多才多艺，知晓音律，擅长书法，仪表雄伟俊丽。后期宠爱杨贵妃，怠慢朝政，宠信奸臣加上政策失误和重用安禄山等塞外民族试图来稳定唐王朝的边疆，结果导致了后来长达八年的安史之乱，为唐朝中衰埋下伏笔。 |
| 曾黎                | 赵红尘 | |
| 卢星宇              | 李烟   | |
| 伊能静              | 杨玉环 | 杨贵妃，号太真。姿质丰艳，善歌舞，通音律，为唐代宫廷音乐家、舞蹈家。其音乐才华在历代后妃中鲜见，被后世誉为中国古代四大美女之一。 |
| 张译                | 杜甫   | 字子美，后徙河南巩县。自号少陵野老，唐代伟大的现实主义诗人，与李白合称“李杜”。同時也是李白的好友。 |
| 王媛可              | 许氏   | |
| 刘蓓                | 宗氏   | |
| 李建义              | 高力士 | |
| 王茂蕾              | 李成   | |
| 王劲松              | 张垍   | |
| 张博                | 伯禽   | 小名明月奴，唐代大诗人李白长子。 |
| 曹衛宇              | 高適   | |
| 于承惠              | 赵蕤   | 唐朝道家、纵横家，以“赵蕤术数，李白文章”并称。 |
| 翟乃社              | 李客   | 李白父亲。 |
| 严晓频              | 白氏   | |
| 常铖                | 元丹丘 | 河南颖阳嵩山隐居的高人，李白好友。 |
| 成泰燊              | 李阳冰 | |
| 肖荣生              | 赵万里 | |
| 王建國              |        | |
| 孙布尔              | 孙孝哲 | 唐将，契丹人，母亲和安禄山是情人。 |
| 矢野浩二            | 晁衡   | 汉名朝衡（又作晁衡），字巨卿，是出身日本奈良時代的遣唐留學生之一，開元年間參加科舉考試，高中進士，留唐任多項要職。唐朝政治家、詩人。 |

## 制作
该剧共投资3000万，剧组花费巨资搭建了华清池。
前中共中央政治局常委李长春曾就该剧说道：“目前，系统拍摄《李白》的电视剧在国内还是空白，尽管是拍一部电视剧，但要真实还原史实，拍成一部记录李白生平的权威电视剧。”